# Pałac w Osowej Sieni
Pałac w Osowej Sieni (Górnej) – zabytkowy pałac wybudowany w miejscowości Osowa Sień.
Neoklasycystyczny pałac wybudowany w latach 1890-1904. Od frontu dwupiętrowy ryzalit zwieńczony frontonem z głównym wejściem w ozdobnym portalu obejmujący okno na pierwszym piętrze. Nad nim kartusz z herbami Eugena von Seherr-Thoss (L) i jego żony Anny Julii von Heydebrand und der Lasa (P).
Pałac jest częścią zespołu pałacowego, w  skład którego wchodzą jeszcze: 
- park krajobrazowy z połowy XVIII w. zmieniony w XIX w. z lipami drobnolistnymi
- dwie lodownie z XIX w.
- ogrodzenie murowane, końca XIX w.[2]

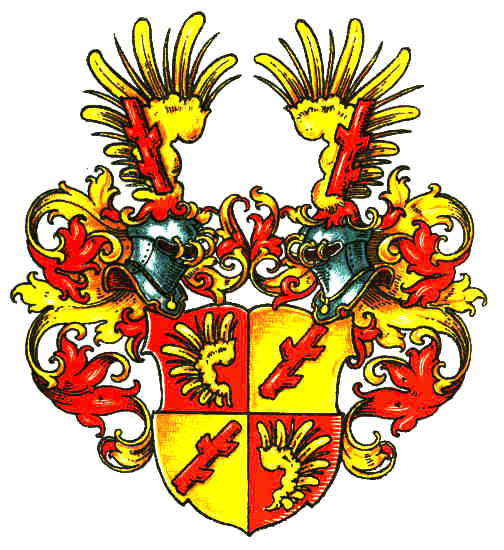
Herby: Eugena von Seherr-Thoss
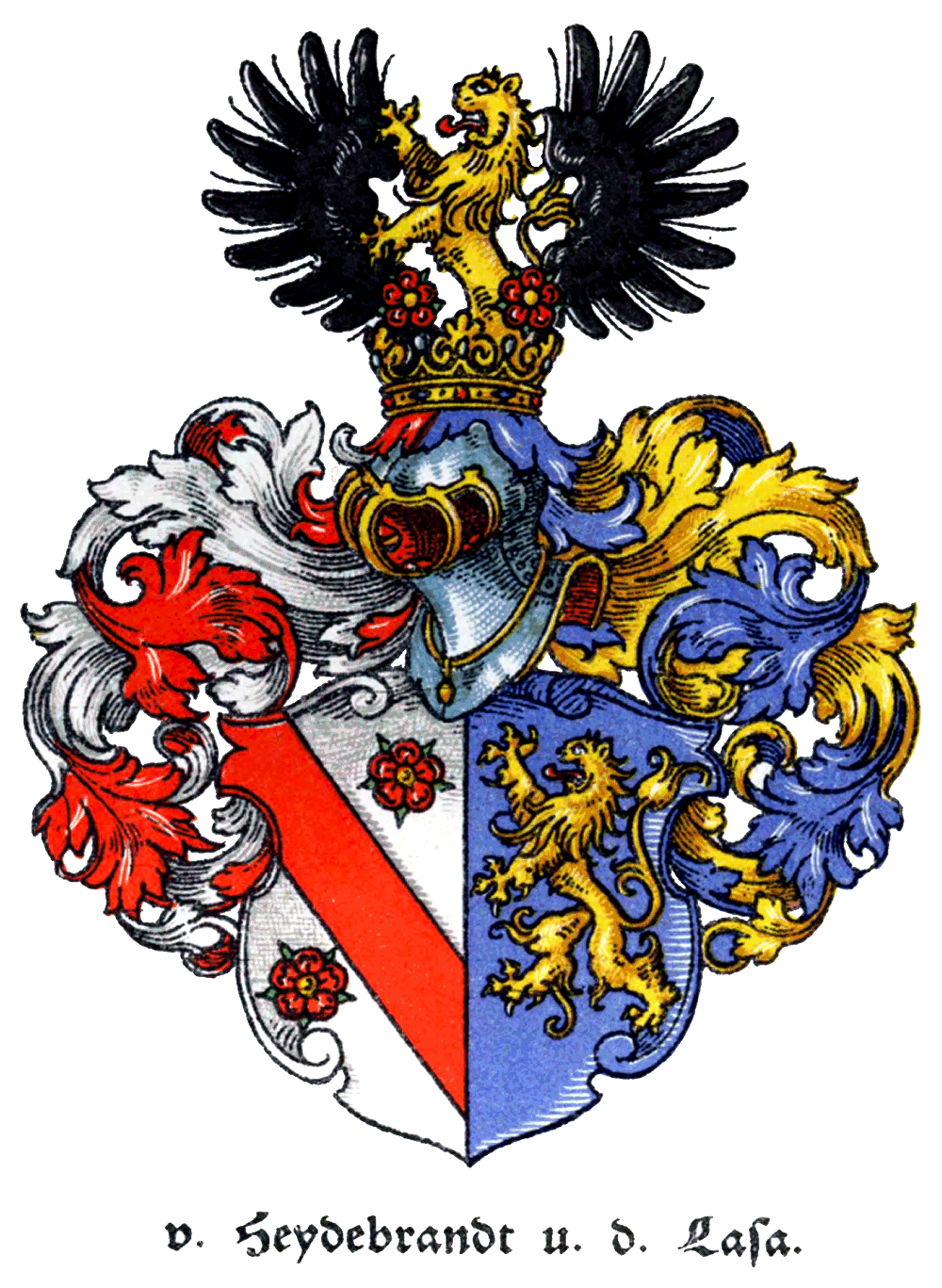
Anny von Heydebrand u.d. Lasa, żony Eugena
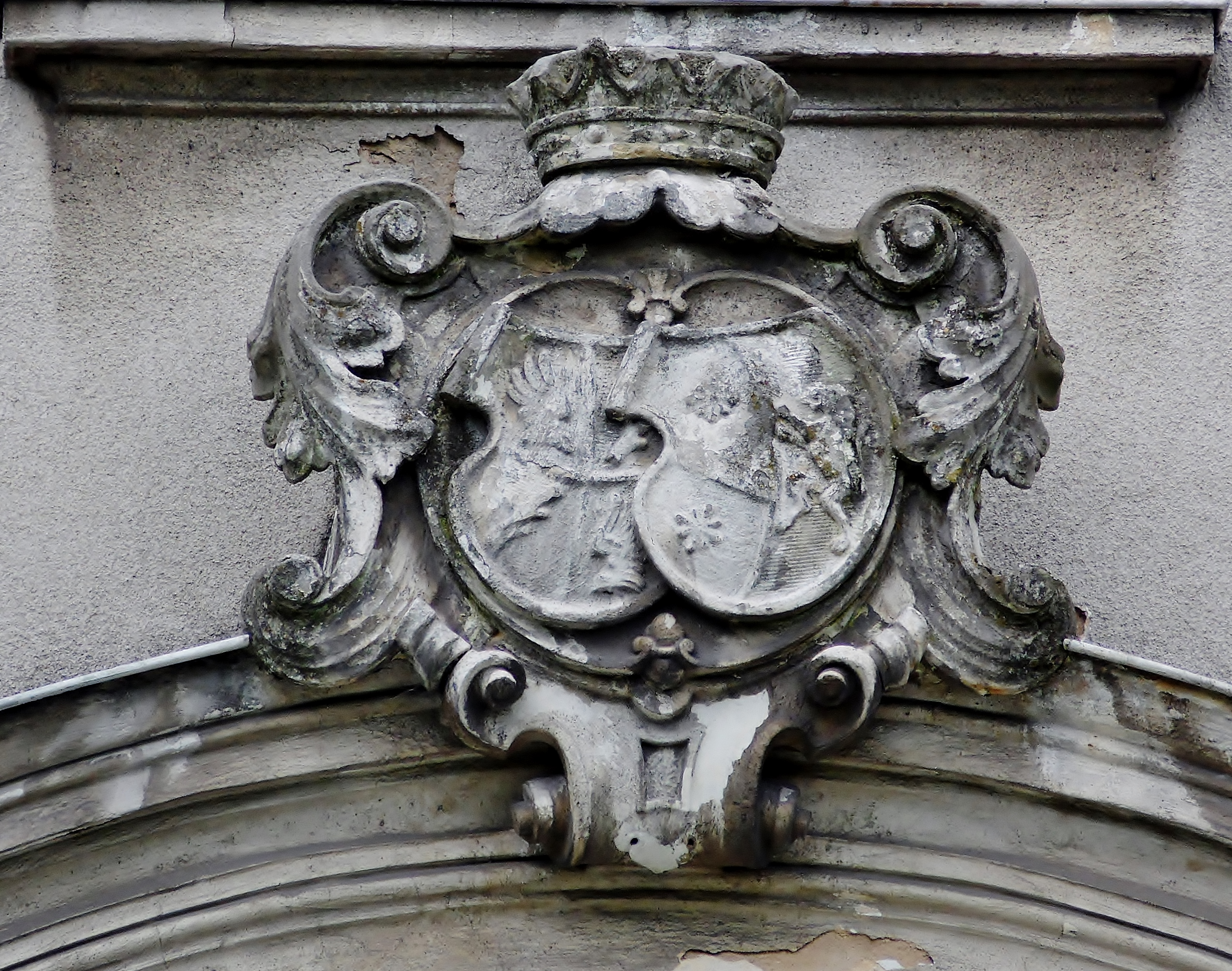
Herby Eugena Seherr-Thoss (L), Anny Heydebrand (P)